# Napeogenes sulphureophila
Napeogenes sulphureophila är en fjärilsart som beskrevs av Embrik Strand 1926. Napeogenes sulphureophila ingår i släktet Napeogenes och familjen praktfjärilar. Inga underarter finns listade i Catalogue of Life.